# Georges Bidault
Georges Bidault (Moulins, 5 ottobre 1899 – Cambo-les-Bains, 27 gennaio 1983) è stato un politico francese.
Dopo aver combattuto durante la Prima guerra mondiale, entrò a far parte del Partito Democratico Popolare (Parti démocrate populaire) e divenne redattore capo del quotidiano cattolico L'Aube.
Durante la Seconda guerra mondiale, fu membro attivo della Resistenza francese all'interno dell'Ordine della liberazione (Ordre de la Libération). Venne arrestato e rimase in prigione per più di un anno. Successivamente alla sua liberazione, divenne presidente del Consiglio nazionale della Resistenza  (Conseil national de la Résistance) in seguito alla morte di Jean Moulin nel 1943. Bidault sfilò per gli Champs-Élysées a fianco al Generale de Gaulle durante i festeggiamenti per la liberazione di Parigi.
Successivamente al conflitto, ha prestato servizio in diverse occasioni come Presidente del governo provvisorio della Repubblica francese, come Ministro degli affari esteri e anche come Primo ministro.

## Biografia
Georges Bidault è nato il 5 ottobre 1899 a Moulins, Allier.
Fu il fondatore (1944) del Mouvement Républicain Populaire. Partecipò alla Resistenza francese nella formazione Combat della quale facevano parte anche Albert Camus e Jean Paul Sartre.
Fu più volte Primo Ministro e Capo del Governo provvisorio della Repubblica francese dal 24 giugno al 16 dicembre 1946.
Nel 1962, dopo aver costituito a Roma il 20 maggio il comitato esecutivo CNR (Consiglio Nazionale della Resistenza), insieme a Antoine Argoud e Pierre Sergent, vi si pone come presidente e esprime forti e sprezzanti critiche verso il governo francese che tende a riconoscere l'indipendenza all'Algeria.
In giugno, dopo il riconoscimento francese dell'indipendenza dell'Algeria Bidault viene dichiarato decaduto da parlamentare e lascia la Francia come rifugiato politico per l'Italia.
Considerato capo del Movimento Antigollista, fermato dalla polizia a Villa Eugenia, Civitanova Marche e non esistendo in Italia l'estradizione per ragioni politiche fu semplicemente riaccompagnato, come ospite indesiderato, in Svizzera, dove prese un aereo per la Spagna franchista.
Visse in clandestinità in Germania, Portogallo e in Brasile per quattro anni.
Tornato in Francia nel 1968, dopo un breve periodo in Belgio, fonderà il Fronte Nazionale, che però abbandonerà dopo pochi giorni.